# Willy den Ouden
Willemijntje den Ouden, coneguda com a Willy den Ouden, (Rotterdam, Països Baixos 1918 - íd. 1997) fou una nedadora neerlandesa, guanyadora de tres medalles olímpiques.

## Biografia
Va néixer l'1 de gener de 1918 a la ciutat de Rotterdam, població situada a la província d'Holanda del Sud. L'any 1944 es casà amb el cantant Staffan Broms.
Va morir el 6 de desembre de 1997 a la seva residència de Rotterdam.

## Carrera esportiva
Va participar, als 14 anys, als Jocs Olímpics d'Estiu de 1932 realitzats a Los Angeles (Estats Units), on va aconseguir guanyar la medalla de plata en les proves dels 100 metres lliures i dels relleus 4x100 metres lliures, convertint-se en la medallista més jove dels Països Baixos. En els Jocs Olímpics d'Estiu de 1936 realitzats a Berlín (Alemanya nazi) va aconseguir guanyar la medalla d'or en la prova dels relleus 4x100 metres lliures, on establí un nou rècord olímpic (4:36.0 minuts) amb l'equip neerlandès de natació, i finalitzà quarta en els 100 metres lliures.
Durant el Bombardeig de la ciutat de Rotterdam durant la Segona Guerra Mundial (14 de maig de 1940) la seva casa natal fou destruïda, i amb ella tots els seus trofeus aconseguits.
Al llarg de la seva carrera guanyà sis medalles al Campionat d'Europa de natació, entre elles tres medalles d'or. Al llarg de la seva carrera, així mateix, establí tres nous rècords del món en tres disciplines: el 9 de juliol de 1933 establí un nou rècord als 100 metres lliures (1:06.0 minuts; posteriorment el rebaixà fins als 1:04.6 minuts), el 3 de maig de 1933 en els 200 m. lliures (2:28.6 minuts; posteriorment el rebaixà fins als 2:25.3 minuts) i el 12 de juliol de 1934 en els 400 m. lliures (5:16.0 minuts).